# Devon Makin
Devon Makin (sinh ngày 11 tháng 11 năm 1990) là một cầu thủ bóng đá người Belize hiện tại thi đấu cho Police United và Đội tuyển bóng đá quốc gia Belize ở vị trí tiền vệ.
He is the older brother of fellow national team member, Andres Makin Jr.